# 宮林正恭
宮林 正恭（みやばやし まさやす、1943年1月24日 - ）は、日本の官僚。リスク危機管理学者。松蔭大学観光メディア文化学部教授。元千葉科学大学副学長。博士（工学）。富山県高岡市出身。

## 略歴
- 1966年（昭和41年） 国家公務員採用上級甲種試験（化学）合格
- 1967年（昭和42年） 東京大学工学部合成化学科卒業、通商産業省入省
- 外務省在アメリカ合衆国日本国大使館一等書記官
- 1982年（昭和57年）6月1日 科学技術庁原子力局政策課立地地域対策室長
- 宇宙開発事業団総務部企画調整課長
- 1986年（昭和61年）7月1日 科学技術庁科学技術振興局国際課長
- 1988年（昭和63年）8月8日 科学技術庁科学技術政策局計画課長併任内閣官房内閣内政審議室内閣審議官
- 1990年（平成2年）6月27日 科学技術庁科学技術振興局企画課長
- 宇宙開発事業団企画室長
- 1993年（平成5年）6月25日 科学技術庁長官官房審議官併任研究開発局
- 1995年（平成7年）6月30日 科学技術庁原子力安全局長
- 1996年（平成8年）6月25日 科学技術庁科学技術政策研究所長
- 1997年（平成9年）7月1日 科学技術庁科学技術振興局長
- 1998年（平成10年）8月 理化学研究所理事
- 2004年（平成16年）4月 千葉科学大学教授 副学長兼危機管理学部長
- 2006年（平成18年）4月 千葉科学大学教授 副学長
- 2007年（平成19年）3月16日 博士（工学）（東京大学、学位論文「リスク危機管理論に基づく公的安全規制方策に関する研究」）
- 2016年（平成28年）東京都市大学客員教授
- 2018年（平成30年）松蔭大学観光メディア文化学部メディア情報文化学科教授

## 社会的活動
- 研究技術計画学会監事
- 文部科学省「世界を対象としたニーズ対応型地域研究推進事業」推進委員会委員
- 科学技術政策研究所科学技術動向研究センター科学技術専門調査員

## 著書
- 『危機管理――リスクマネジメント・クライシスマネジメント〔補訂版〕』（丸善、2006年）
- 『リスク危機管理――その体系的マネジメントの考え方』（丸善、2008年）